# باتريك نياركو
باتريك نياركو (بالإنجليزية: Patrick Nyarko)‏ (15 يناير 1986 بكوماسي في غانا - ) هو لاعب كرة قدم غاني في مركز الهجوم. شارك مع منتخب غانا لكرة القدم. أما مع النوادي، فقد لعب مع دي.سي. يونايتد وشيكاغو فاير.

## وصلات خارجية
- باتريك نياركو على موقع الدوري الأمريكي (الإنجليزية)
- باتريك نياركو على موقع قاعدة بيانات كرة القدم.إي يو (الإنجليزية)
- باتريك نياركو على موقع Soccerbase.com (لاعب) (الإنجليزية)
- باتريك نياركو على موقع Soccerway.com (الإنجليزية)
- باتريك نياركو على موقع عالم كرة القدم.نت (الإنجليزية)
- باتريك نياركو على موقع AS.com (الإسبانية)